# 奥雷亚纳省
奧雷亞納省（西班牙語：Provincia de Orellana），是厄瓜多爾東部亞馬遜盆地的一個省，與秘魯接壤。面積20,773平方公里，2001年人口86493。首府奥雷亚纳弗朗西斯科港。
1998年由納波省析出，下分四市。省名紀念探險家法蘭西斯科·德·奧雷亞納。
目前，该省由人民团结和爱国社会党联合执政，省长是人民团结成员马加利·奥雷亚纳。